# TV Castanhal
TV Castanhal é uma emissora de televisão brasileira sediada em Castanhal, cidade do estado do Pará. Opera no canal 36 UHF digital e é afiliada à TV A Crítica.

## Programação Local
Além de retransmitir a programação nacional da TV A Crítica, atualmente a TV Castanhal produz e exibe os seguintes programas em Castanhal e Região Metropolitana de Belém através da TVC Belém:
- Boletim de Ocorrência

Diversos outros programas compuseram a grade da emissora e foram descontinuados:
- Cidade Urgente